# Márton Fucsovics
Márton Fucsovics (Nyíregyháza, 8 febbraio 1992) è un tennista ungherese.
In carriera ha vinto due titoli ATP in singolare e nelle prove del Grande Slam vanta come miglior risultato i quarti di finale disputati a Wimbledon 2021. Il suo miglior ranking ATP è il 31º posto raggiunto nel marzo 2019. Ha esordito nella squadra ungherese di Coppa Davis nel 2010.

## Biografia
Nato l'8 febbraio 1992, ha impugnato per la prima volta una racchetta a 5 anni. Da piccolo ha praticato anche il basket. Tra i suoi allenatori vi sono stati Attila Sávolt, subentrato nel 2015 a Olivier Tauma, e più di recente Peter Nagy.

## Carriera

### Tra gli juniores
Ottiene risultati significativi a livello juniores, tra cui una vittoria in doppio agli US Open 2009 insieme a Hsieh Cheng-peng, la semifinale in singolare agli Australian Open 2010 e soprattutto il trionfo in singolare a Wimbledon sempre nello stesso anno, dove non perde alcun set in tutto il torneo; il successo lo porta in vetta alla classifica mondiale juniores.

### 2008-2013, inizi tra i professionisti, esordio in Davis e nel circuito maggiore, primi titoli
Fa la sua prima apparizione tra i professionisti nel 2008 e la parte iniziale della carriera è contrassegnata da alcuni infortuni. Fa il suo esordio nella squadra ungherese di Coppa Davis nel 2010, anno in cui inizia a giocare con continuità tra i professionisti. Nella sfida persa contro la Lettonia nell'aprile 2012 sconfigge per la prima volta un giocatore nella top 100 del ranking, il nº 80 Ernests Gulbis. A giugno fa il suo esordio nel circuito maggiore sull'erba del Rosmalen Open ed esce al primo turno. Ottiene il primo successo ATP a settembre battendo il nº 39 ATP Jeremy Chardy al primo turno dell'Open de Moselle. Quello stesso anno vince i primi tre titoli da professionista in doppio nel circuito ITF, finora gli unici vinti in quella specialità. Nell'aprile 2013 abbandona i tornei ITF e il mese dopo arriva il suo primo titolo in singolare in carriera al torneo Challenger di Anning con il successo in finale su James Ward. Si ripete a novembre battendo Dustin Brown nella finale del Challenger di Andria, risultato con cui fa il suo ingresso nella top 200 del ranking.

### 2014-2016, nessun titolo e discesa nel ranking
Nel 2014 non supera le rare qualificazioni dei tornei ATP che disputa; nei Challenger raggiunge due finali, ottiene alcuni altri buoni risultati e a ottobre raggiunge il 135º posto nella classifica singolare dell'ATP. Anche nel 2015 non consegue risultati di rilievo nei tornei ATP, nei Challenger disputa tre semifinali e ottiene i primi successi in Coppa Davis. A settembre scende alla 275ª posizione del ranking. Nell'aprile 2016 torna a vincere un incontro in un torneo ATP e raggiunge poi una finale Challenger. Ad agosto, al suo quindicesimo tentativo, supera per la prima volta le qualificazioni in un torneo del Grande Slam agli US Open 2016 e viene eliminato al primo turno da Nicolás Almagro. Risale fino al 147º posto del ranking.

### 2017, prima volta nei quarti in un torneo ATP, due titoli Challenger e top 100
Nel giugno 2017 vince altri due titoli Challenger agli Internazionali Città di Vicenza e all'Ilkley Trophy, successi che gli valgono una wild-card per Wimbledon, dove esce al primo turno, ma riesce comunque ad entrare nella top 100 del ranking. A ottobre disputa per la prima volta un quarto di finale in un torneo ATP allo Swiss Indoors di Basilea e sale all'84º posto. Nel corso della stagione si aggiudica tutti e sei gli incontri disputati nelle vittoriose sfide di Coppa Davis contro Slovacchia e Russia e riporta l'Ungheria nel Gruppo Mondiale.

### 2018, primo titolo ATP, ottavi di finale agli Australian Open e 36º nel ranking
Agli Australian Open 2018 batte il nº 13 ATP Sam Querrey e negli ottavi di finale perde contro il futuro vincitore Federer. È il miglior risultato di un ungherese in uno Slam da quando Balázs Taróczy raggiunse gli ottavi al Roland Garros 1984. A maggio vince il suo primo titolo ATP al Geneva Open sconfiggendo in finale Peter Gojowczyk per 6-2, 6-2, risultato con cui sale alla 45ª posizione del ranking mondiale. A fine stagione raggiunge i quarti negli ATP 500 del China Open e del Vienna Open; chiude la stagione al 36º posto mondiale.

### 2019-2020, una finale ATP e 31º nel ranking
Nel febbraio 2019 disputa la sua seconda finale ATP al Sofia Open, viene sconfitto da Daniil Medvedev e a marzo si porta alla 31ª posizione mondiale, la seconda migliore per un ungherese dopo la 29ª di Balázs Taróczy nel 1983. Nel prosieguo della stagione raggiunge altre 4 volte i quarti di finale in tornei ATP. Verso fine anno subisce alcuni infortuni e chiude il 2019 al 70º posto mondiale. Tra le sue migliori prestazioni del 2020 vi sono i quarti turni raggiunti negli Slam degli Australian Open, dove supera il nº 13 ATP Denis Shapovalov, e i risultati al Roland Garros, dove supera al primo turno il nº 5 del mondo Medvedev, prima prestigiosa vittoria contro un top 10. Partecipa anche agli US Open dove si ferma al terzo turno.

### 2021, prima finale ATP 500, quarti di finale a Wimbledon
Eliminato al terzo turno degli Australian Open 2021, a marzo disputa a Rotterdam la sua terza finale del circuito maggiore, la prima in un ATP 500, e viene sconfitto in due set da Andrej Rublëv. Contro lo stesso Rublëv da forfait nei quarti a Doha e viene nuovamente sconfitto nei quarti a Dubai. A luglio raggiunge per la prima volta i quarti in uno Slam a Wimbledon e cede a Novak Đoković dopo aver eliminato Jannik Sinner, il nº 11 ATP Diego Schwartzman ed essersi preso la rivincita sul nº 7 Rublëv. Con questi risultati risale ad agosto al 37º posto del ranking e a gennaio 2022 al 35º.

### 2022-2023, quarto turno a Indian Wells, una semifinale ATP
Nella prima parte del 2022 raggiunge per tre volte i quarti di finale nel circuito maggiore, subisce quindi una flessione e a ottobre esce per la prima volta dopo 5 anni dalla top 100, nella quale rientra grazie alla vittoria del Challenger Slovak Open a fine anno. All'esordio stagionale del 2023 vince un Challenger a Canberra, mentre viene sconfitto da Sinner al terzo turno degli Australian Open in cinque set dopo aver vinto i primi due. Per la prima volta si spinge fino al quarto turno di un Masters 1000 ad Indian Wells dove prevale sul nº 18 del mondo Alex de Minaur prima di essere eliminato al turno successivo da Taylor Fritz.
Supera nuovamente de Minaur agli Internazionali d'Italia e per la prima volta raggiunge il terzo turno in questo torneo. Torna a disputare una semifinale nel torneo ATP sull'erba di Stoccarda prendendosi la rivincita nei quarti sul nº 8 del mondo Fritz, poi cede in due set a Frances Tiafoe.

## Vita privata
Nel 2017 si è fidanzato con la connazionale Anett Böszörményi.

## Statistiche

### Singolare

#### Vittorie (2)
| Legenda              |
| Grande Slam (0)      |
| ATP Finals (0)       |
| ATP Masters 1000 (0) |
| ATP Tour 500 (0)     |
| ATP Tour 250 (2)     |

| N. | Data           | Torneo                  | Superficie  | Avversari in finale | Punteggio |
| 1. | 26 maggio 2018 | Geneva Open, Ginevra    | Terra rossa | Peter Gojowczyk     | 6–2, 6–2  |
| 2. | 21 aprile 2024 | Romanian Open, Bucarest | Terra rossa | Mariano Navone      | 6–4, 7–5  |

#### Finali perse (2)
| Legenda              |
| Grande Slam (0)      |
| ATP Finals (0)       |
| ATP Masters 1000 (0) |
| ATP Tour 500 (1)     |
| ATP Tour 250 (1)     |

| N. | Data             | Torneo                    | Superficie  | Avversari in finale | Punteggio   |
| 1. | 10 febbraio 2019 | Sofia Open, Sofia         | Cemento (i) | Daniil Medvedev     | 4–6, 3–6    |
| 2. | 7 marzo 2021     | Rotterdam Open, Rotterdam | Cemento (i) | Andrej Rublëv       | 6(4)–7, 4–6 |

## Risultati in progressione
| Sigla | Risultato               |
| ----- | ----------------------- |
| V     | Vincitore               |
| F     | Finalista               |
| SF    | Semifinalista           |
| O     | Oro olimpico            |
| A     | Argento olimpico        |
| SF    | Bronzo olimpico         |
| QF    | Quarti di Finale        |
| 4T    | Quarto turno            |
| 3T    | Terzo turno             |
| 2T    | Secondo turno           |
| 1T    | Primo turno             |
| RR    | Round Robin             |
| LQ    | Turno di qualificazione |
| A     | Assente                 |
| ND    | Non disputato           |

| Legenda superfici    |
| -------------------- |
| Cemento              |
| Terra battuta        |
| Erba                 |
| Superficie variabile |

### Singolare
| Tornei Grande Slam         |     |     |               |               |               |     |               |               |               |               |     |               |               |     |       |
| Australian Open, Melbourne | A   | A   | A             | Q3            | Q2            | Q1  | Q1            | 4T            | 2T            | 4T            | 3T  | 1T            | 3T            | 1T  | 11–7  |
| Roland Garros, Parigi      | A   | A   | A             | Q1            | Q2            | Q2  | Q2            | 2T            | 1T            | 4T            | 2T  | 2T            | 2T            | 1T  | 7–7   |
| Wimbledon, Londra          | Q2  | A   | Q1            | Q3            | Q3            | Q1  | 1T            | 1T            | 2T            | ND            | QF  | 1T            | 3T            |     | 7–6   |
| US Open, New York          | A   | A   | Q1            | Q2            | Q2            | 1T  | 1T            | 1T            | 1T            | 3T            | 1T  | 2T            | 2T            |     | 4–8   |
| Vittorie–Sconfitte         | 0–0 | 0–0 | 0–0           | 0–0           | 0–0           | 0–1 | 0–2           | 4–4           | 2–4           | 8–3           | 7–4 | 2–4           | 6–4           | 0–2 | 29–28 |
| Giochi Olimpici            |     |     |               |               |               |     |               |               |               |               |     |               |               |     |       |
| Giochi Olimpici            | ND  | A   | Non disputati | Non disputati | Non disputati | A   | Non disputati | Non disputati | Non disputati | Non disputati | A   | Non disputati | Non disputati |     | 0–0   |
| Vittorie–Sconfitte         | ND  | 0–0 | Non disputati | Non disputati | Non disputati | 0–0 | Non disputati | Non disputati | Non disputati | Non disputati | 0–0 | Non disputati | Non disputati | 0–0 | 0–0   |

### Doppio
| Tornei Grande Slam         |     |     |               |               |               |     |               |               |               |               |     |
| Australian Open, Melbourne | A   | A   | A             | A             | A             | A   | A             | 1T            | 1T            | A             | 0–2 |
| Roland Garros, Parigi      | A   | A   | A             | A             | A             | A   | A             | 1T            | 1T            | 2T            | 1–3 |
| Wimbledon, Londra          | A   | A   | A             | A             | A             | A   | A             | 1T            | 1T            | ND            | 0–2 |
| US Open, New York          | A   | A   | A             | A             | A             | A   | A             | 1T            | A             | A             | 0–1 |
| Vittorie–Sconfitte         | 0–0 | 0–0 | 0–0           | 0–0           | 0–0           | 0–0 | 0–0           | 0–4           | 0–3           | 1–1           | 1–8 |
| Giochi Olimpici            |     |     |               |               |               |     |               |               |               |               |     |
| Giochi Olimpici            | ND  | A   | Non disputati | Non disputati | Non disputati | A   | Non disputati | Non disputati | Non disputati | Non disputati | 0–0 |
| Vittorie–Sconfitte         | ND  | 0–0 | Non disputati | Non disputati | Non disputati | 0–0 | Non disputati | Non disputati | Non disputati | Non disputati | 0–0 |

### Vittorie contro top-10 per anno
| Stagione | 2020 | 2021 | 2022 | 2023 | Totale |
| Vittorie | 1    | 1    | 0    | 1    | 3      |

| #    | Giocatore       | Rank | Torneo                      | Superficie | Turno | Punteggio               |
| ---- | --------------- | ---- | --------------------------- | ---------- | ----- | ----------------------- |
| 2020 |                 |      |                             |            |       |                         |
| 1.   | Daniil Medvedev | 5    | Open di Francia, Parigi     | Terra      | 1T    | 6–4, 7–6(3), 2–6, 6–1   |
| 2021 |                 |      |                             |            |       |                         |
| 2.   | Andrej Rublëv   | 7    | Torneo di Wimbledon, Londra | Erba       | 4T    | 6–3, 4–6, 4–6, 6–0, 6–3 |
| 2023 |                 |      |                             |            |       |                         |
| 3.   | Taylor Fritz    | 8    | Stuttgart Open              | Erba       | QF    | 6–4, 7–5                |